# Henri Elendé
Henri Elendé (* 13. November 1941 in Französisch-Äquatorialafrika, heutige Republik Kongo; † 23. Juni 2022) war ein kongolesischer Hochspringer. Er war gemeinsam mit dem Sprinter Léon Yombe der erste Vertreter seines Landes bei Olympischen Spielen.

## Karriere
Bei den Olympischen Spielen 1964 in Tokio qualifizierte sich Elendé mit einer Höhe von 2,06 Meter ohne Fehlversuch als Führender seiner Gruppe für das Finale. Dort schied er mit der übersprungenen Anfangshöhe von 1,90 Meter nach drei Fehlversuchen über 2,00 Meter als erster Finalteilnehmer aus und beendete den Wettkampf auf dem 20. und letzten Platz.
Ein Jahr später wurde er bei den ersten Afrikaspielen 1965 in Brazzaville hinter dem Nigerianer Samuel Igun Zweiter mit einer Höhe von 2,03 Meter.